# Liriomyza alaskensis
Liriomyza alaskensis är en tvåvingeart som beskrevs av Spencer 1969. Liriomyza alaskensis ingår i släktet Liriomyza och familjen minerarflugor.
Artens utbredningsområde är Alaska. Inga underarter finns listade i Catalogue of Life.